# Girardinichthys
Girardinichthys is een geslacht van straalvinnige vissen uit de familie van de levendbarende tandkarpers (Goodeidae).

## Soorten
- Girardinichthys ireneae Radda & Meyer, 2003
- Girardinichthys multiradiatus (Meek, 1904)
- Girardinichthys viviparus (Bustamante, 1837)